# Anton Auer

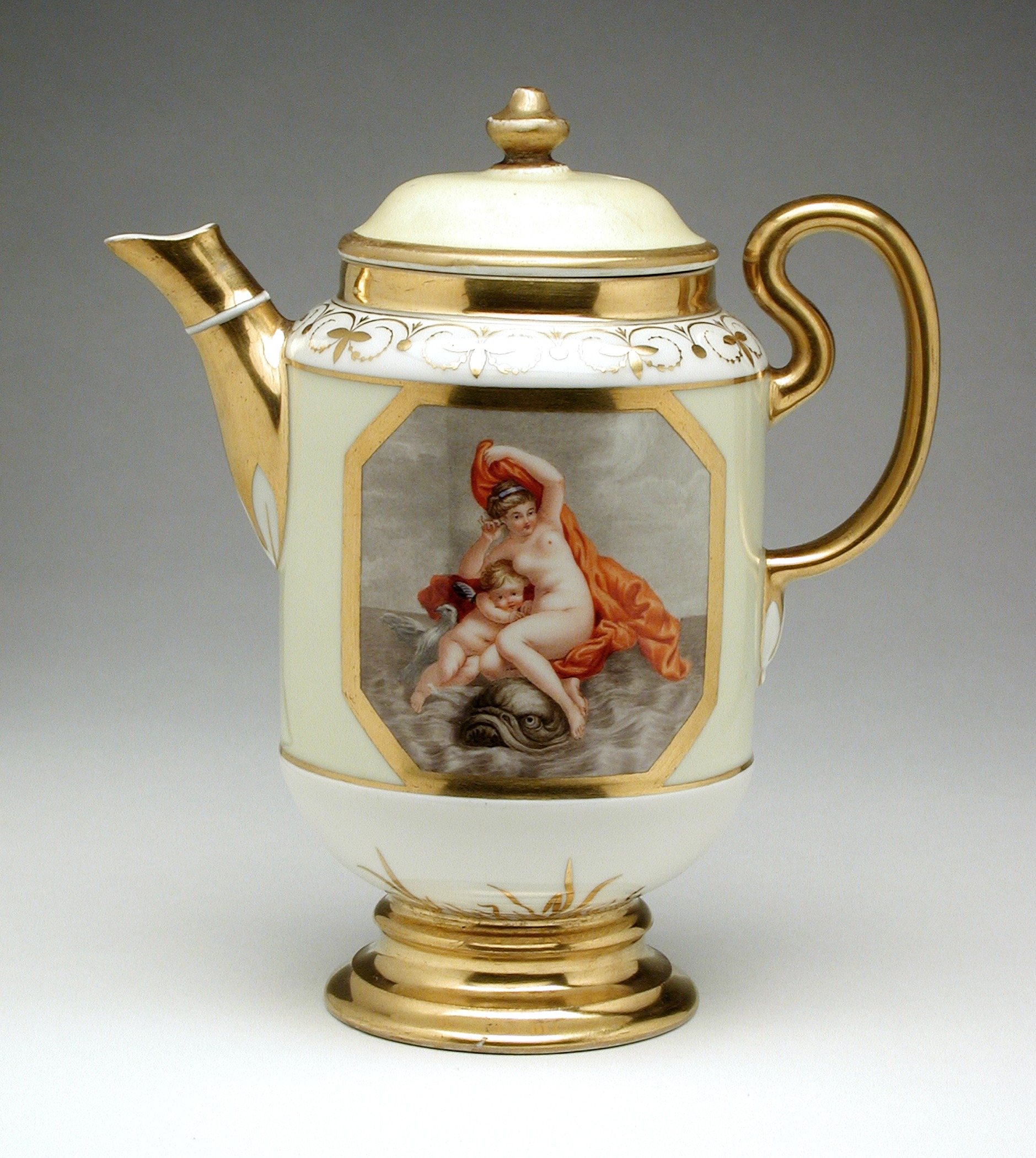
Teil eines Kaffeeservice mit antiker Szene, 1804

Anton Auer (* 4. März 1778 in München; † 25. Oktober 1814) war ein deutscher Porzellanmaler und setzte neue Maßstäbe in der Schmelzmalerei.

## Leben und Werk
Auer erhielt ab 1794 seine Ausbildung in der Porzellanmanufaktur Nymphenburg, die ihn danach in Festanstellung übernahm. 1809 erteilte ihm der bayerische König Max I. Joseph ein Stipendium zum Besuch der Wiener Kunstakademie. Ein Jahr lang war er Schüler von Hubert Maurer und Franz Anton Zauner.
1810, kurz nach seiner Rückkehr, wurde er zum Obermaler der Nymphenburger Porzellanmanufaktur ernannt. Am Ende des Jahres 1810 beauftragte ihn Kronprinz Ludwig, Gemälde der königlichen Bildergalerie auf ein Tafelservice zu übertragen. Es sollte nach dem Wunsch Ludwigs neue Maßstäbe setzen. „Die vorzüglichsten Gemälde der Königlichen Gallerie“, die heute als Hauptwerke der Alten Pinakothek gelten, sollten in getreuen Kopien auf Tellern wiedergegeben werden.
Die ersten drei Werke, die Auer auf  Teller kopierte, waren Werke von Bernardino Luini, Giorgio Vasari und Anthonis van Dyck.
Bei seinem Tod im Jahr 1814 war die Arbeit nicht abgeschlossen. Seine Schüler setzten seine Technik der Schmelzmalerei fort. Die Nachfolge Auers als Obermaler der Porzellanmanufaktur Nymphenburg trat 1815 Christian Adler (* 1787 in Triesdorf) an. Er übernahm zusammen mit anderen Porzellanmalern die Aufgabe, die Gemälde der königlichen Galerie auf Porzellan zu kopieren.
Auers Söhne waren der Maler Maximilian Joseph Auer (1805–1878), der seine erste Ausbildung bei seinem Vater erhielt und mit Adler in der Porzellanmanufaktur zusammenarbeitete, und Franz von Paula Auer (1813–1849), der Ministerialrat und Herausgeber des Münchner Stadtrechts wurde. Auers Witwe Juliana, geb. Harm, begann 1816 ein Verhältnis mit Johann Andreas Schmeller, von dem sie drei Kinder bekam. Nur die Tochter Emma wurde erwachsen.